# Menchu Gutiérrez
Menchu Gutiérrez  (Madrid, 19 de noviembre de 1957) es una escritora y traductora española, autora de una extensa obra que incluye libros de narrativa, poesía y ensayo.

## Biografía
Realizó estudios de arte y literatura en Madrid y Londres. 
Ha publicado numerosas obras en prosa, entre las cuales cabe destacar “Viaje de estudios” (Ediciones Siruela, 1995),” La tabla de las mareas” (Ediciones Siruela, 1998), ”La mujer ensimismada“(Ediciones Siruela, 2001), “Latente” (Ediciones Siruela, 2002), “Disección de una tormenta” (Ediciones Siruela, 2005), “Detrás de la boca” (Ediciones Siruela, 2007) , “El faro por dentro” (Ediciones Siruela, 2011) y “araña,cisne,caballo (Ediciones Siruela 2014). Con este mismo sello editorial publica “La niebla, tres veces” (Ediciones Siruela, 2011), volumen recopilatorio de sus tres primeras novelas. Como ensayista, ha publicado la biografía literaria “San Juan de la Cruz” (Omega, 2003) y “Decir la nieve” (Ediciones Siruela, 2011), un ensayo literario sobre el universo de la nieve y sus metáforas. Es asimismo autora de varios poemarios como “El grillo, la luz y la novia” (Entregas de la Ventura, 1981), “De barro la memoria” (Endymión, 1987), “La mordedura blanca” (Premio Ricardo Molina, 1989), “La mano muerta cuenta el dinero de la vida” (Ave del Paraíso, 1997), “El ojo de Newton” (Pre-Textos, 2005) y “Lo extraño, la raíz” (Vaso Roto, 2015). En el libro “Las comedias de Lope” “VVAA, Editorial 451, 2008) publica “Metamorfosis del hambre, un paréntesis en El perro del hortelano”.
Su obra ha sido objeto de distintas traducciones y ha sido recogida en varias antologías. Ha colaborado con artistas como Jürgen Partenheimer, en “La caída del humo” (1993) con poemas de la autora acompañadas de litografías del artista alemán (Colección Museo Guggenheim de Nueva York, Exposición CGAC La Coruña), y con el fotógrafo Chema Madoz, en un diálogo de fotografías y textos (Experimenta, 2006). La autora es responsable de varios prólogos de libros de artistas como Ellen Koi, Teresa Tomás, Carolina Silva, o el diseñador gráfico Pepe Gimeno. Ha colaborado con los compositores Antonio Noguera (Libreto de "La Música apaga las velas", estrenando en la Fundación Botín, 2015) y César Camarero (Libreto de "Consevaba en la retina el negativo de una imagen circular", estreno en Auditorio Conde Duque de Madrid, diciembre de 2018)
Ha colaborado también en proyectos multidisciplinares con diseñadores como King & Miranda. Su novela “Disección de una tormenta” ha sido llevada al cine por el director Julio Soto Gúrpide. El cortometraje, de título homónimo, ha obtenido distintos galardones internacionales, y fue preseleccionado por la Academia de Hollywood, para los Oscars 2011. 
Traductora de E.A. Poe, W. Faulkner, J. Austen, Joseph Brodsky o W.H. Auden, entre otros autores, ha colaborado con los suplementos culturales de El País y ABC, entre otros periódicos, y en distintas revistas y suplementos literarios. La autora ha impartido talleres literarios y cursos en universidades como la Complutense de Madrid, la UNAM de Ciudad de México, la Internacional Menéndez Pelayo o la Universidad de Cantabria. Asimismo, ha organizado múltiples seminarios interdisciplinares en centros culturales como La Casa Encendida (Madrid), La Fundación Botín (Santander), Koldo Mitxelena Kulturunea (San Sebastián), la Casa del Lector (Madrid), Puertas de Castilla (Murcia) o Arteleku (San Sebastián).

## Obra

### Narrativa

#### Narrativa
- 1995 - Viaje de estudios, Ediciones Siruela
- 1998 - La tabla de las mareas, Ediciones Siruela
- 2001 - La mujer ensimismada, Ediciones Siruela
- 2002 - Latente, Ediciones Siruela
- 2005 - Disección de una tormenta, Ediciones Siruela
- 2007 - Detrás de la boca, Ediciones Siruela
- 2011 - La niebla, tres veces, Ediciones Siruela
- 2011 - El faro por dentro, Ediciones Siruela
- 2014 - araña, cisne, caballo, Ediciones Siruela
- 2021 - La mitad de la casa Ediciones Siruela
- 2022 - La ventana inolvidable (Premio Internacional Ciudad de Barbastro 2022, Editorial Galaxia Gutenberg)

#### Poesía
- 1981 - El grillo, la luz y la novia, Entregas de la Ventura
- 1987 - De barro la memoria, Endymion
- 1989 - La mordedura blanca, Ayto. de Córdoba
- 1987 - La mano muerta cuenta el dinero de la vida, Ave del Paraíso
- 2005 - El ojo de Newton, Pretextos
- 2015 - Lo extraño, la raíz, Vaso Roto

#### Ensayo
- 2003 - San Juan de la Cruz, Omega
- 2011 - Decir la nieve, Ediciones Siruela
- 2017 - Siete pasos más tarde, Ediciones Siruela

### Colaboraciones con Artistas
- Grados, cortometraje de Manuel Sáiz y Pedro Pertejo, 2015
- Disección de una tormenta, cortometraje de Julio Soto, 2011
- Huerto de Tifariti, con Pamen Pereira, Fronterad, 2009
- Proyecto Patagona, con King&Miranda, Chema Madoz, Pepe Jimeno, Experimenta 2006
- Diálogo con Chema Madoz, Experimenta 2006
- La caída del humo, con Jürgen Partenheimer, 1993